# Луций Миниций Наталис Квадроний Вер
Луций Миниций Наталис Квадроний Вер (на латински: Lucius Minicius Natalis Quadronius Verus; * началото на февруари 96 г., Барцино) е римски сенатор и военен от 2 век.

## Биография
Произлиза от Барцино, днешна Барцелона в Тараконска Испания. Син е на Луций Миниций Наталис (суфектконсул 106).
Наталис първо e Магистър на Монетния двор. След това служи в три легиона (I Спомагателен легион в Дакия ок. 115 г., XI Клавдиев легион в Мизия ок. 115 г. и XIIII Близначен легион в Карнунтум ок. 116/117 г., когато баща му е управител там) като военен трибун. Като кандидат на император Адриан той става квестор (121/122). През 125/126 г. той става народен трибун. През 127 или 128 г. той е претор. През 129 г. Наталис печели в Олимпия в надбягване с коли. През 130/131 г. той става легат на VI Победоносен легион в Британия. След това той е praefectus alimentorum и куратор на Виа Фламиниа.
През 139 г. Наталис става суфектконсул. След това е управител в Рим (curator operum publicorum et aedium sacrorum). Между 140 и 144 г. е легат на провинция Долна Мизия. Около 154 г. е проконсул в Африка.
След смъртта си той завещава на колонистите от Барцино богатство от 100 000 сестерци, които всяка година да се изплащат на служителите.